# Кијање
Кијање или кихање (лат. sternutatio) је одбрамбени рефлекс, којим се из носне дупље избацује прашина, страно тело и сл. То се постиже стварањем притиска у плућима и наглим избацивањем ваздуха кроз нос и уста. Механизам настанка и сам чин кијања су слични онима код кашљања. Кијање најчешће настаје као резултат надражаја носне слузнице, али га могу изазвати и јако светло и други стимуланси. Кијањем се могу пренети узрочници појединих болести.